# アレクセイ・フォン・ヤウレンスキー

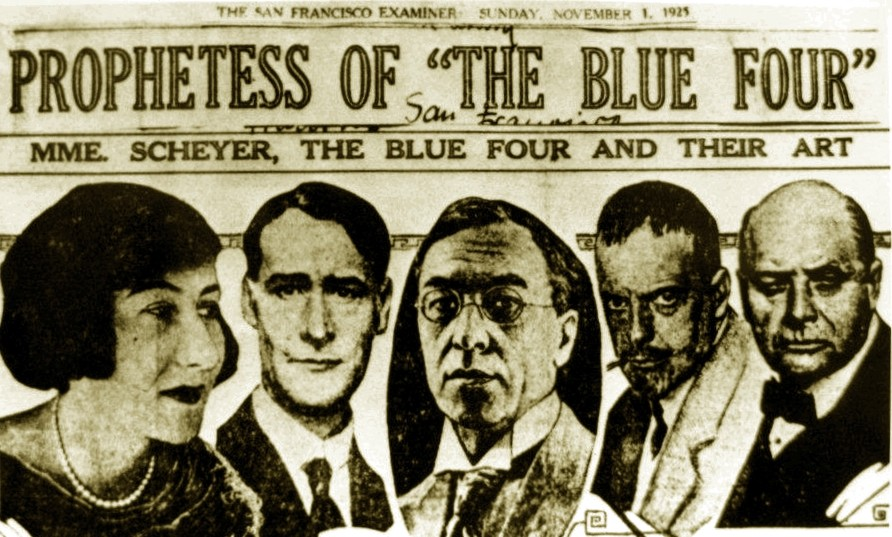
1925年の新聞、右端がヤウレンスキー

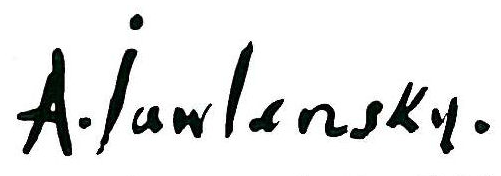
ヤウレンスキーの署名

アレクセイ・フォン・ヤウレンスキー（Alexej von Jawlensky、正式な名前はアレクセイ・ゲオルギイェヴィチ・ヤウレンスキー、ロシア語: Алексей Георгиевич Явленский、ラテン文字転写：Alexei Georgijewitsch Jawlenski、Alexej Georgievič Javlenskij、ユリウス暦1865年3月13日〈グレゴリオ暦3月25日〉 - 1941年3月15日）はロシア系ドイツ人の画家で、ドイツ表現主義を代表する人物の一人。ヴァシリー・カンディンスキーとも交友があり、20世紀初頭のミュンヘンにおける芸術運動であるミュンヘン新芸術家協会や青騎士にも参加して、生涯旺盛に制作に取り組んだ。人間の「頭部」をモティーフにして描き続けた後年の一連のシリーズがよく知られている。1930年にドイツ国籍を申請し、1934年に同国籍を取得している。

## 生涯

### ロシア時代 1865 – 1896

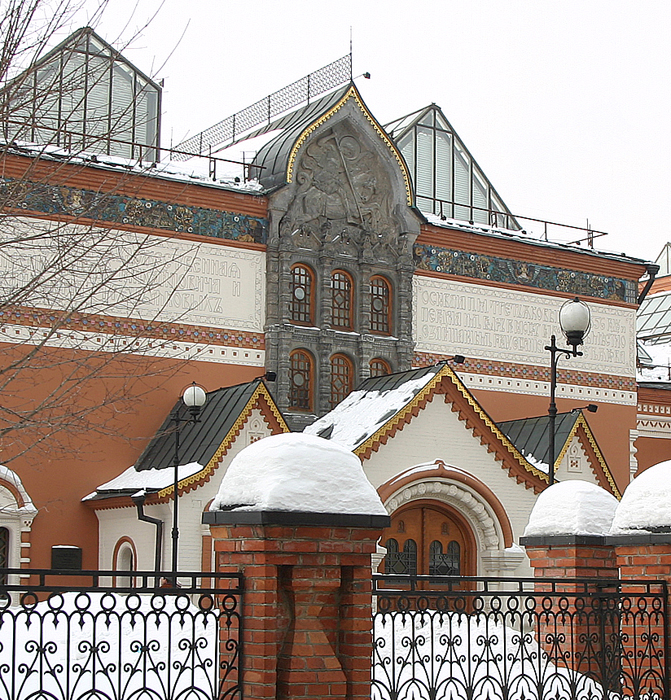
トレチャコフ美術館

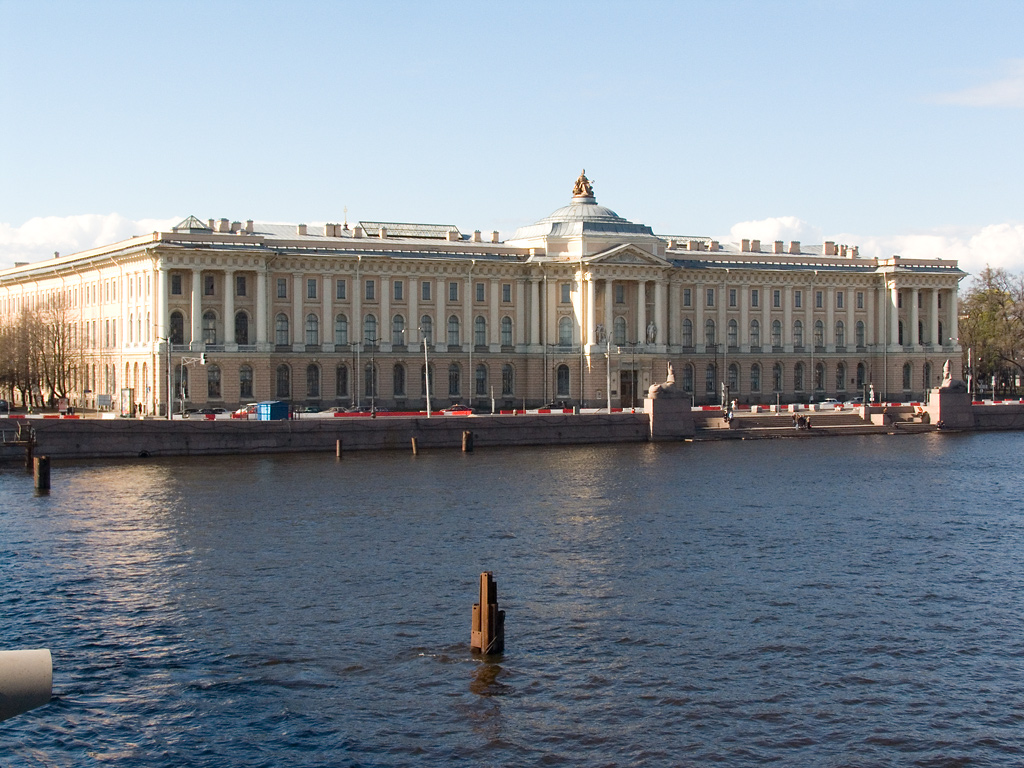
サンクトペテルブルク美術大学。ロシア帝国芸術アカデミー時代の建物を引き継いでいる。

ヤウレンスキーは、6人兄弟の第5子として1865年に生まれた。父の大ゲオルギ・ニキフォロヴィチ・ヤウレンスキーは、息子アレクセイが17歳の時に他界している。母のアレクサンドラ・ペトロヴナ・メドヴェーデヴァは父の後妻であった。（以下、本項で扱うアレクセイ・ヤウレンスキーを指してヤウレンスキーと呼ぶ。）ヤウレンスキーは16年間家族とともにモスクワで育ち、士官になることを期待された。1882年にモスクワで開かれた「共同国際展覧会」で初めて絵画を見たヤウレンスキーは絵画への非常な憧憬を抱いて独学で絵の勉強を始め、画力とデッサン力を養うために日曜日と金曜日の度にトレチャコフ美術館に通った。士官となったヤウレンスキーは1889年の異動でモスクワを離れ、サンクトペテルブルクで任についた。同地で軍人としてすごす傍ら、夕方にはロシア帝国芸術アカデミー（現在のサンクトペテルブルク美術大学）に通った。
アカデミーでは描写の腕を磨いた。ここで彼はロシアの写実主義を代表するイリヤ・レーピンを知ったが、師事することはなかった。1892年、レーピンはヤウレンスキーに油彩の個人指導の師として、レーピンの以前の個人弟子で、裕福な男爵令嬢マリアンネ・フォン・ヴェレフキンを推薦した。彼女は当時、ロシアで女流芸術家としてかなりの成功を収めており、「ロシアのレンブラント」と呼ばれていた。ヴェレフキンは、この貧乏帝国士官に絵画を講じ芸術を教授する決意をした。彼女は、ヤウレンスキーはふさわしい援助を受けるべく運命づけられており、素晴らしい芸術作品を生み出すだろう、というみずからの勘を信じたのであった。

### ドイツでの生活 1896 – 1914
1896年ヴェレフキンとヤウレンスキーは、当時11歳で使用人だったヘレーネ・ネスナコモフ (1885 - 1965)をともなってミュンヘンへ引っ越し、シュヴァービング区のギゼラ通り23番地の3階に居心地のいい二間を借りた。ヴェレフキンはヤウレンスキーのために10年間、自身の画業を完全に放棄して愛弟子の指導に捧げ、更なる画家修業をスロヴェニア人のアントン・アツュベに託した。ヤウレンスキーはこのアツュベの画塾で大きな影響を受け、ロシア人の友人イーゴリ・グラーバリとドミトリー・カルドフスキー (1866 - 1943)と親しくなり、共同制作をした。アツュベは、きらきらと瞬く光のような卓越した色彩感覚を有しており、また「巨匠の絵画技法」を大切にしていた。

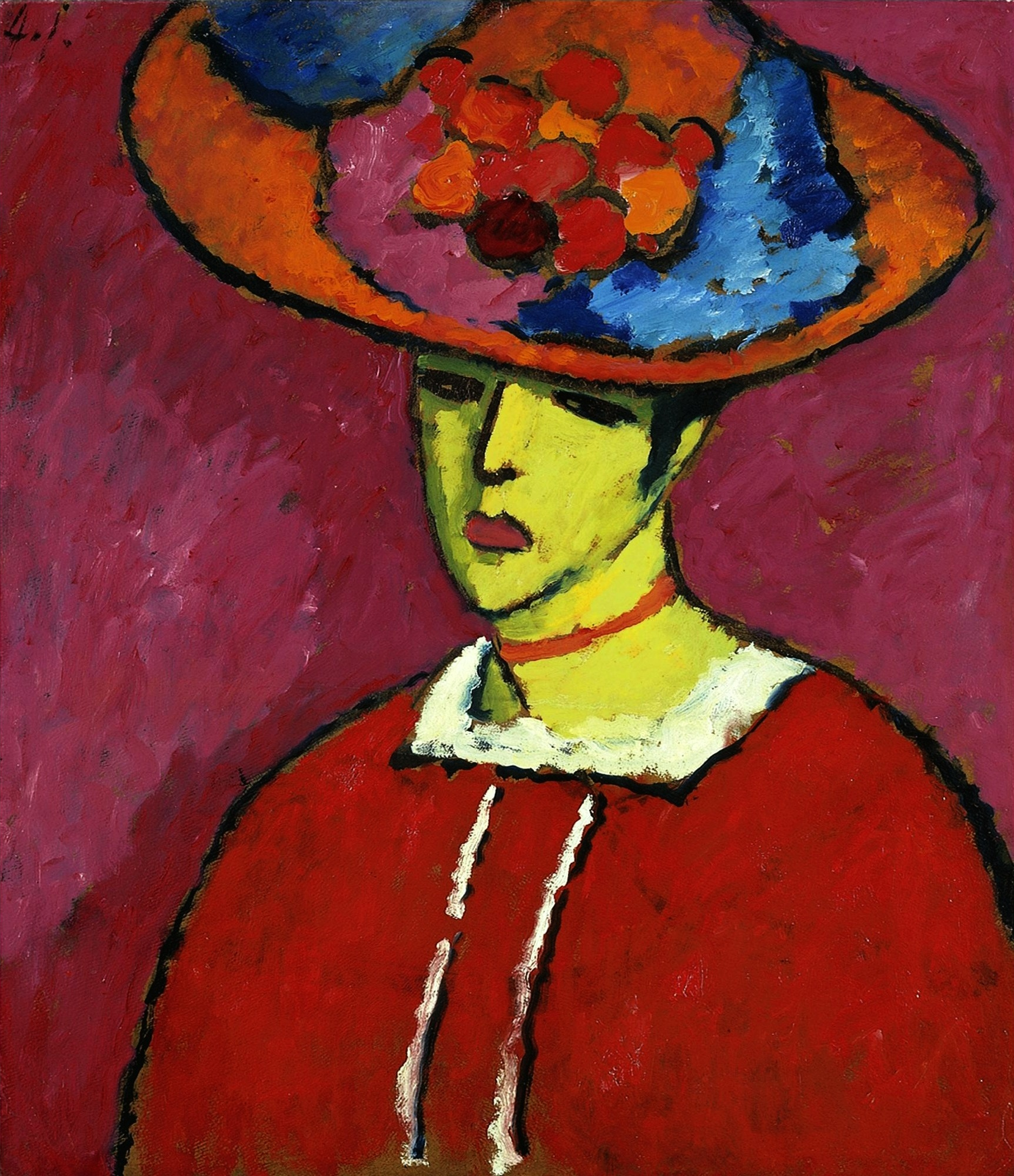
『赤い帽子をかぶったショッコ』、1910年

アツュベに感化された面がヤウレンスキーの油彩において特徴的に表れているのは、署名と1900年との記入がある肖像画「15歳のヘレーネ　(Helene fünfzehnjährig)」(カタログ・レゾネ（作品目録） 13 ―以下、カタログ・レゾネのフランス語頭文字を取ってCRと略記する)である。ヘレーネは2年後、ヤウレンスキーとの間に息子アンドレアスを産むことになる。この作品が重要な鍵と目されるのは、絵画技法の観点だけでなく、様式面においても次なる時代を画する「大道を行く作品」の先鋒となるべく、先行するみずからの写実的な絵画（CR 7, 8, 11）にみられる「レンバッハブラウン」のような落ち着いてどっちつかずの色合いを拒絶した、ということにある。
「戸外での踊り　(Tanz im Freien)」（CR 25）は、非自然的な明暗表現をしたヤウレンスキーの絵画の発展史において注目すべき絵である。この絵を詳細に調査したところ、予期せぬ事実が判明した。それは1903年9月、ヴェレフキンの後を追ってノルマンディーにヤウレンスキーが旅立つ少し前に起こっている。レントゲン写真によって、今日の姿の下に以前の絵が見つかったのである。そこにあったのは、黒いスカートを着た女性の姿で、様式としてはスペインの衣装を着たヘレーネの絵（CR 21）へと移行するものであった。ヤウレンスキーとヴェレフキンの手記によると、この絵に塗り重ねられた新しい絵には1904年の日付が記されており、このことからこの作品は「ライヒャーツハウゼンの夕方　(Abend in Reichertshausen)」（CR 68）のような絵の先駆けで、重要な鍵となると考えられている。ヤウレンスキーとヴェレフキンの芸術家二人組は1904年の7月から9月まで、避暑のためにライヒャーツハウゼンに滞在している。以前の作品との比較によって、ヤウレンスキーの絵画は根本的な革新を遂げたことが分かる。アツュベのもとで学んだ画風である、平面的な特徴の背景に好対比を成す色彩の薄片と小さな鉤型で描く構成が台頭し、以前の長く伸びた能筆な色彩の筆致は後退している。当時ヤウレンスキーはフランスの新しい芸術に関心を寄せて熱心に研究しており、こうして彼の絵画もまた色彩豊かなものになっていった。

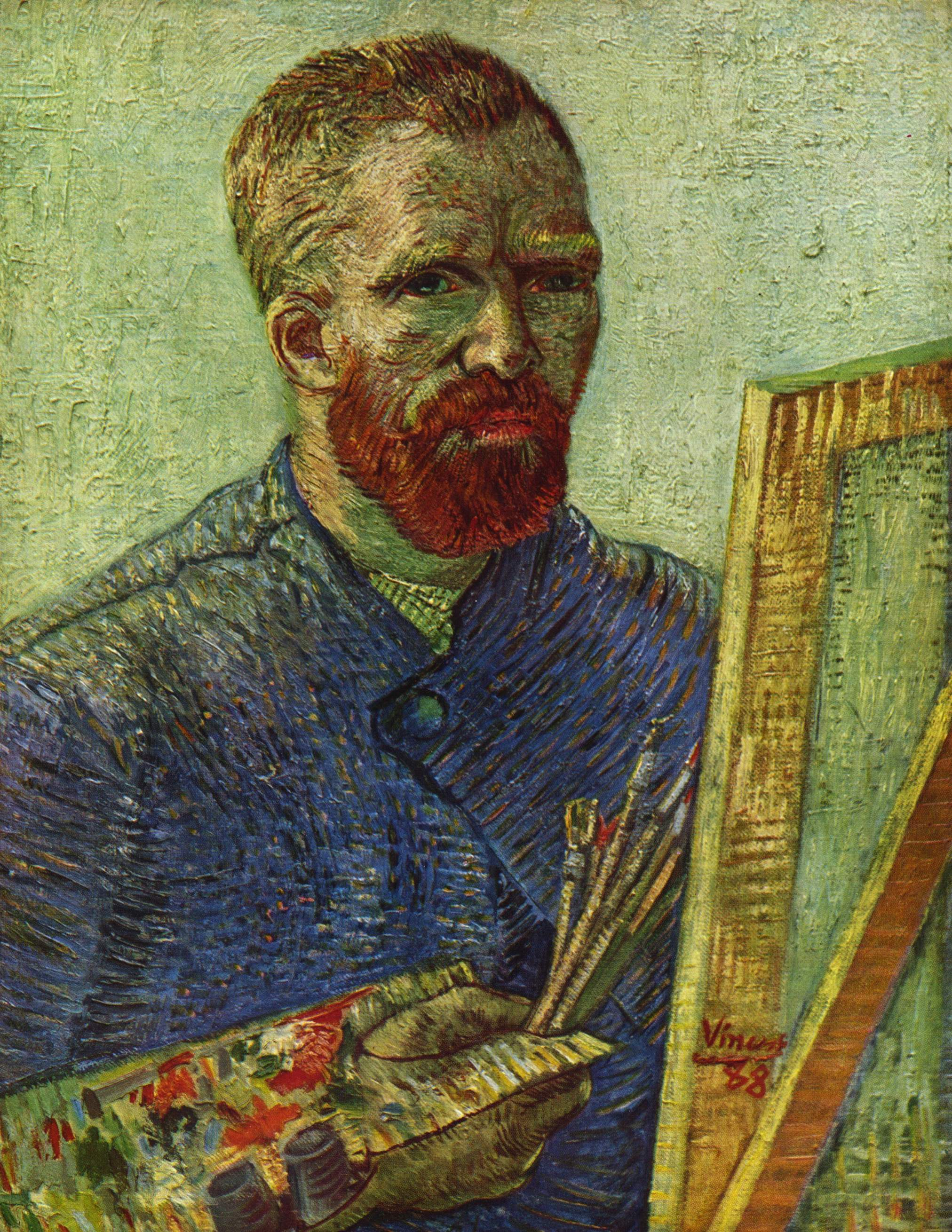
フィンセント・ファン・ゴッホ「自画像」、1888年

1905年をヤウレンスキーはドイツで過ごした。フュッセン・イム・アルゴイとその周辺では一連の色鮮やかな絵画作品を制作している。いくつかの作品では、そのモティーフとなった場所を正確に特定できる。例えば、フュッセン城とその前方に建つザンクト・マンク修道院を描いた作品（CR 99）がある。これらの絵はまだ明らかに後期印象主義とフィンセント・ファン・ゴッホの画風の特徴が認められる。この特徴は、ヤウレンスキーがパリの第三回サロン・ドートンヌの、セルゲイ・パヴロヴィチ・ジャキレフが企画したロシア部門展に送った六つの作品―例えばピクルスかご（CR 75）―においても表れている。ヤウレンスキーは自身の回顧録の中で幾度もフランス旅行について言及しているが、そこには誤解がある。この旅行は、1906年にヴェレフキンとともにブルターニュ地方のカランテクからパリとアルルを経てソセ・レ・パンへ向かう旅であったが、「1905年」との記入がある。地中海沿岸のマルセイユ近郊に、画家友達のピエール・ジリュー (1876 - 1948)が住んでおり、その地でヴェレフキンは再び画業に着手した。ヤウレンスキーは1906年、パリの第四回サロン・ドートンヌにいくつかの「ブルターニュの習作」を出品している。それらは今回もまたロシア部門に出展されたが、今日ではそれを確認することはかなわない。

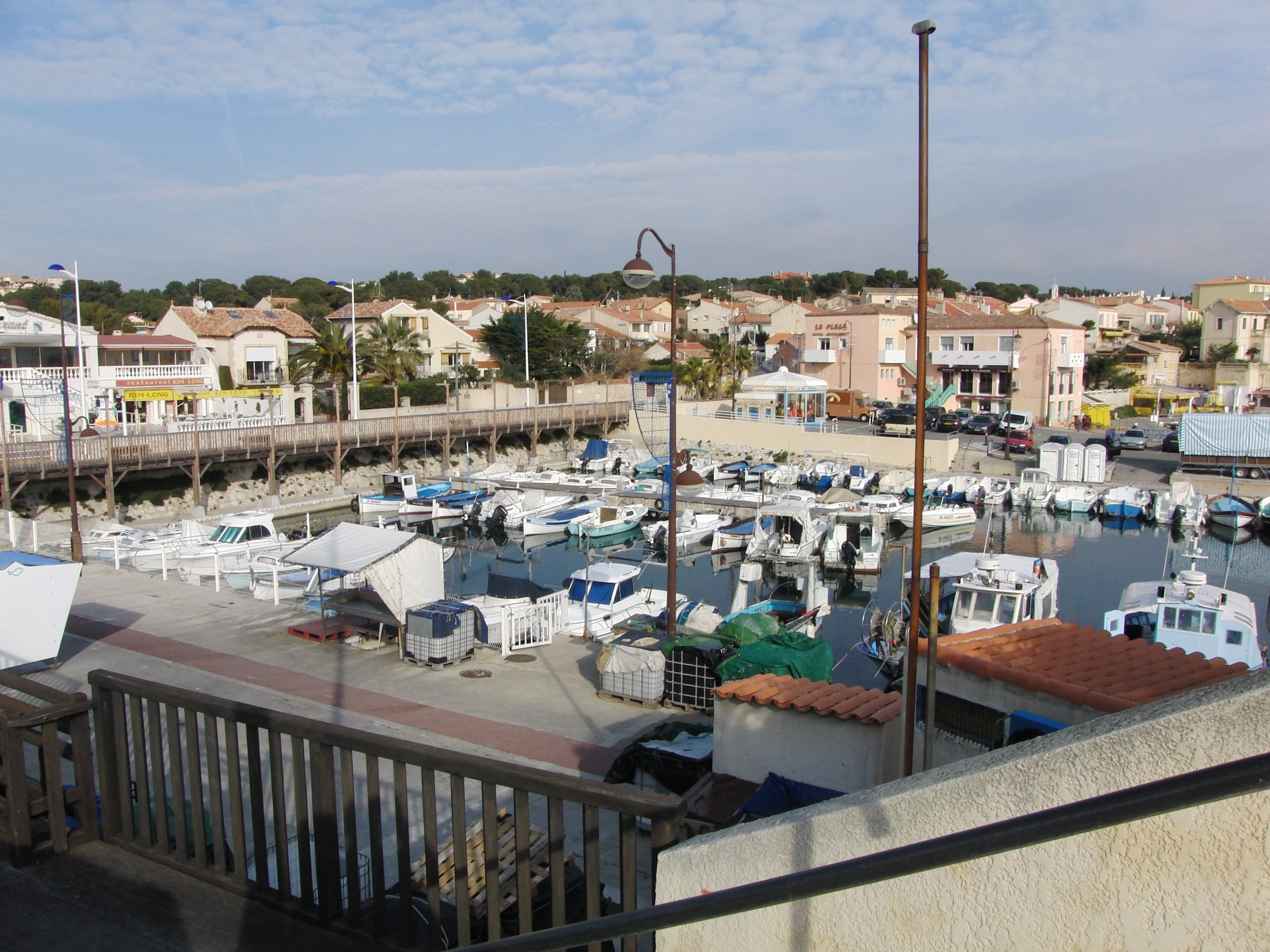
ソセ・レ・パンの港

1906年のクリスマスを、ヤウレンスキーとヴェレフキンはソセ・レ・パンで過ごし、1907年1月に、フェルディナント・ホドラーを訪問するためにジュネーヴへ立ち寄り、ミュンヘンへと帰った。1907年の2月後半にヤウレンスキーはミュンヘンの芸術協会で、ベルリンの後期印象主義画家クルト・ヘルマン (1854 - 1919)とナビ派の芸術家ヤン・フェアカーデと出会った。フェアカーデは「ランゲヤン」の筆名で論文も執筆している人物であった。1908年からフェアカーデはしばしばヤウレンスキーのアトリエで制作した。8月にはヤウレンスキーとヴェレフキンはドナウ＝リース郡の市場町カイスハイムに滞在していたことが明らかになっている。ひと月ののちにはヴァサーブルク・アム・インへ移っており、途中のさまざまな日付の入ったヴェレフキンのスケッチが残されている。また同様に日付入りのヴェレフキンのスケッチによって、彼らが10月にはムルナウ・アム・シュタッフェルゼーを訪れていることが分かっている。1907年12月の初頭にはフェアカーデの旧友のポール・セリュジエがミュンヘンへ来ている。彼のために画家のフーゴ・トレンドルが、ヤウレンスキーの住まいからそれほど遠くないところにアトリエを借りている。セリジエの紹介で3人はポール・セザンヌの画法に親しんでおり、ヤウレンスキーの静物画（CR 177）には特にはっきりとその影響が読み取れる。
1908年春の時点でもなお、ヤウレンスキーの絵画は相変わらず後期印象主義とファン・ゴッホに忠実であり続けていた。ヴェレフキンの資金援助によって、フランツ・ヨーゼフ・ブラークル画廊からファン・ゴッホの絵「オヴェールの通り　(Die Straße in Auvers)」「ピロン爺さんの家　(La maison du père Pilon)」を購入している。ヤウレンスキーは、点描派にどっぷり浸った絵画に最終的に行き詰ってしまう前に、誰か別の高次の存在、ひときわ感動できる芸術家を必要としていた。1908年の復活祭に、フェアカーデはヤウレンスキーをウラディスラフ・スレヴィンスキー (1854 - 1918)に紹介した。スレヴィンスキーはポール・ゴーギャンの友人で、ポーランド人であった。スレヴィンスキーは「へっぽこ色彩画家」―すなわち後期印象主義者―に明白に嫌悪感を抱いており、ヤウレンスキーの絵画から点描や鉤描を取り除かせ、ヤウレンスキーをゴーギャン的な平面絵画へと転換させた（CR 184 と 222を比較参照されたし）。この転換を成し遂げる途中でヤウレンスキーはしばらくの間、ヴァシリー・カンディンスキーやガブリエレ・ミュンターほかミュンヘンの芸術家仲間たちを方向づける師となった。
1908年夏は、ヴェレフキンとヤウレンスキー、ミュンターとカンディンスキーの二組の芸術家にとって非常に充実した、また芸術史的にも伝説的な意味をもつ集団制作の時となった。しかしひょっとすると、この二組の芸術家ペアの関係には直後から影が差していたのかもしれない。というのは、1908年クリスマスにヴェレフキンとヤウレンスキー、アドルフ・エルプスレー、オスカー・ヴィッテンシュタイン (1880 - 1919)だけでミュンヘン新芸術家協会の構想を立ち上げているからである。さしあたり、カンディンスキーとミュンターはこの計画に関わっていなかった。カンディンスキーはのちに、 自分のいないところで協会準備のための会合が開かれていたことを知り、怒りをあらわにした。1909年の1月、ミュンヘン新芸術協会のトップとなることを勧められると、カンディンスキーはしぶしぶながらもこれを受け入れて怒りを鞘におさめた。
1909年の1月にはミュンヘン新芸術家協会の設立起草文が書かれ、カンディンスキーが初代理事に選任された。5月から9月まで、二組の芸術家ペアはムルナウで再び集団で制作に取り組んだ。このとき、ダンサーのアレクサンデル・ザッハロフはヴェレフキンとヤウレンスキーとともにミュンヘンのオデオン (ミュンヘン)でのデビューを準備している。

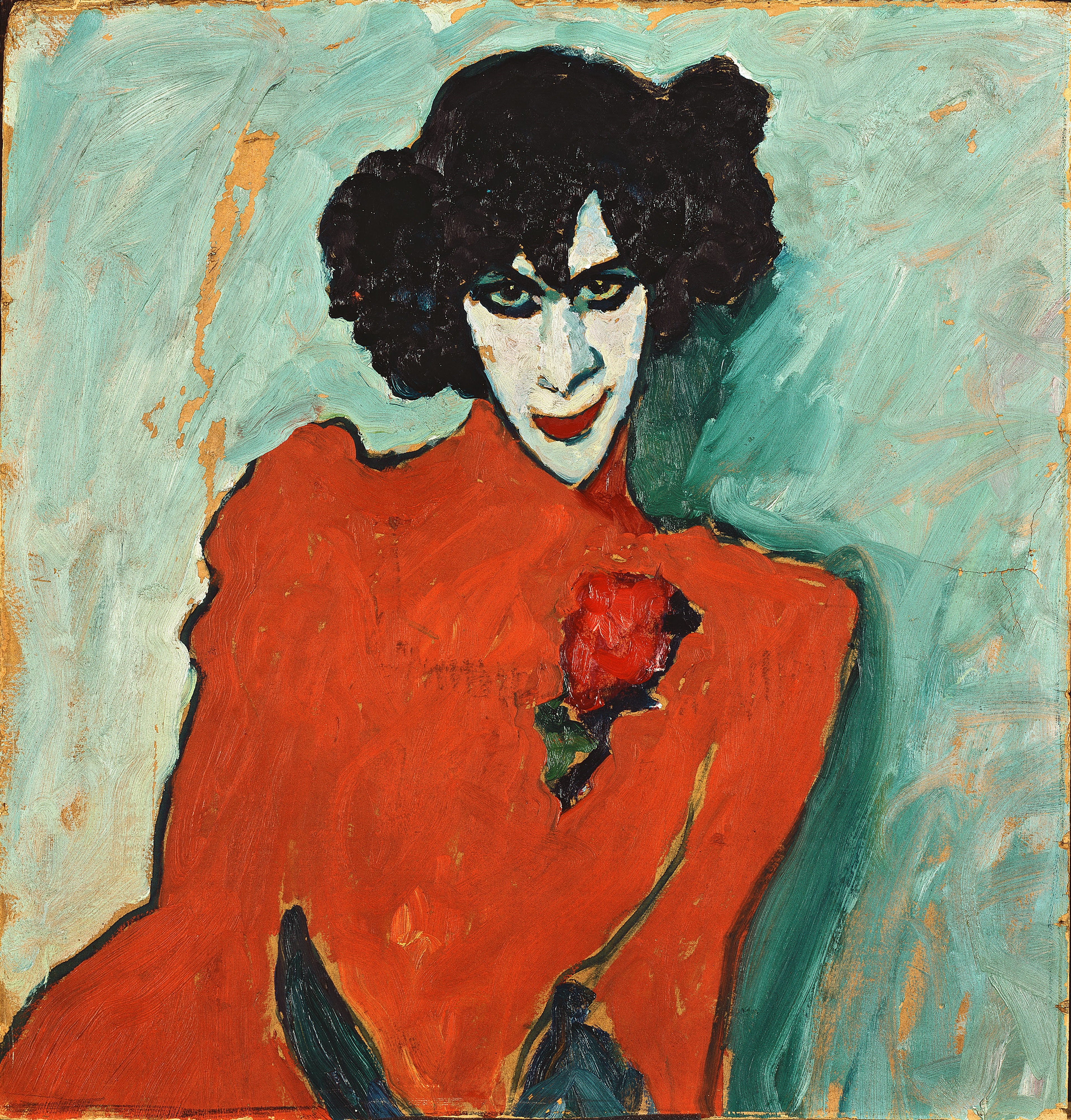
ヤウレンスキー「ザッハロフの肖像」、1909年

12月1日、第一回展が16人の芸術家の参加を得て開かれたが、新聞や雑誌からは多大な否定的な評を受けた。そのすぐ後にはヤウレンスキーとヴェレフキンの関係が再びかなり険悪になり、それが原因で彼女はロシア領リトアニアのカウナスへ単身旅立った。かの地でヴェレフキンは1909年の冬を過ごし、1910年春は弟のペーター・フォン・ヴェレフキン (1861 - 1946)のもとで過ごしている。弟のペーターは1904年から1912年までカウナス市長を務めている。
1910年の復活祭にはヴェレフキンはミュンヘンに戻った。ヴェレフキンの親友で、ミュンヘン新芸術家協会の秘書を務めていたエルプスレーは5月、パリの芸術家の参加を得て協会の第二回展を成功させるべく、ジリューとともにフランスへ旅行している。9月1日に、協会第二回展が開幕した。今回は29人の芸術家の参加を得ており、ロシアとフランスから来た「未開人」の割合が相対的に高かった。この展覧会も同様に新聞と大衆からの嘲笑をこうむった。侮蔑をこめた批評の中で、展覧会に参加した芸術家たちは「未開人」呼ばわりされている。フランツ・マルクはこの展覧会をひっそりと訪れており、批評の大勢を占めていた誹謗中傷に対して、今日では芸術史にその意義を担保されている偉大な反批評を著し、9月の終わりにエルプスレーのもとに届けられている。そのあとすぐにマルクはミュンヘン新芸術家協会の芸術家たちとファーストコンタクトを持っている。ヴェレフキンと、そして特にヤウレンスキーとは「非常に早く、個人的・芸術的な意見の一致をみた。」という。同じころ、アウグスト・マッケと彼の妻エリザベート (1888 - 1978)もヤウレンスキーとヴェレフキンと知り合っている。クリスマスの少し前、カンディンスキーがロシアから戻ってきた。12月31日にはマルクは、アウグスト・マッケの従兄弟で画家のヘルムート・マッケ (1891 - 1936)とともに、ヴェレフキンのサロンで初めてカンディンスキーと対面した。
カンディンスキーとマルクにとっての特別な佳境は、1911年1月2日にアルノルト・シェーンベルクのコンサートを訪れた時であった。このとき、ヴェレフキン、ヤウレンスキー、ミュンターとヘルムート・マッケもともにコンサートを訪れている。このとき、その後の方向性を決定づける、絵画における「汚れ」についての議論が起こった。この芸術的問題は、ヴェレフキンは1907年にすでに解決しており、彼女の絵画に変革をもたらしていた。
ミュンヘン新芸術家協会の保守勢力の間では、みるみる抽象化していくカンディンスキーの絵画に対して、共感できないとする声が広がっており、これに対してカンディンスキーは1月10日に協会トップの座を降りることで応え、後任にはエルプスレーが就いた。5月の初めからジリューはヴェレフキンとヤウレンスキーのもとに住み、マルクとともにハインリヒ・タンハオザー画廊で自身の絵を出展する展覧会の準備を始めた。
7月にはヤウレンスキーとヴェレフキンはヘレーネとアンドレアスとともにバルト海沿岸のプレロウへ避暑に訪れた。同地でヤウレンスキーは自身の表現主義的創作活動の重要な佳境を経験した。
「丘I　(Der Buckel I)」（CR 381）や「バルト海にて　(An der Ostsee)」（CR 416）、「プレロウの教会　(Kirche in Prerow)」（CR 422）といった作品に、ここでヤウレンスキーが得たインスピレーションがよく表れている。
その年の終わりには二人はパリを訪れ、そこでアンリ・マティスと知り合っている。
12月2日、ミュンヘン新芸術家協会第三回展の出展審査会はカンディンスキーの作品「コンポジション V / 最後の審判　(Komposition V/Das Jüngste Gericht)」を拒絶したため、長期にわたって準備を続けていた1911年冬から翌年にかけての青騎士編集部展を開催するためにカンディンスキーは、ミュンターとマルクとともに協会を去った。ミュンターは1911年8月6日付のカンディンスキーからの手紙によって、このたくらみをはじめに打ち明けられたことが明らかになっている。そこでカンディンスキーはミュンターに、準備作業の状況について次のように伝えている。
マッケはカンディンスキーらの「騒動」準備が進んでいることに気付いていた。二十余年ののちカンディンスキーは、自身とマルクによる潔いとは言えない協会脱退のたくらみについて初めて口を開いている。「われわれふたりはもうずっと以前から「騒動」の気配を感じ、別の展覧会の準備をしていたのです。」 加えて1938年11月22日のガルカ・シャイアー (1889 1945)宛ての書簡の中で、さらにはっきりとミュンヘン芸術家協会脱退のいきさつについて言及している。

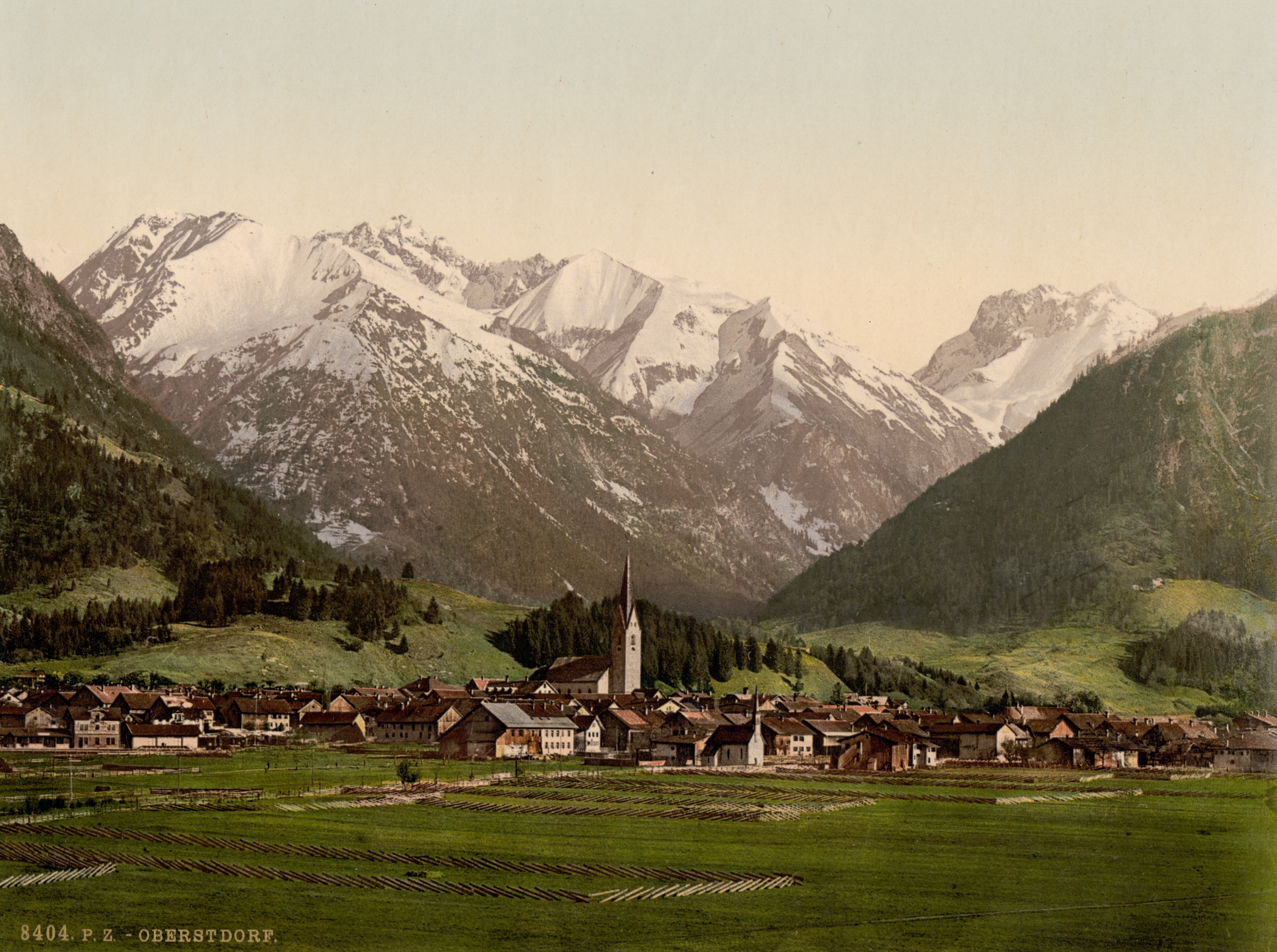
1900年ごろのオーバーストドルフの様子

1912年の避暑旅行でヤウレンスキーとヴェレフキンはカルドフスキーとその妻で売れっ子画家のオルガ・デッラ・フォス (1875 - 1952)とともに、市場町のオーバーストドルフを訪れている。この年、ヤウレンスキーの表現主義的創作活動は頂点を極めていた。中でも卓越した作品は、肖像画では例えば「トゥーランドットII　(Turandot II)」（CR 468）や「自画像　(Selbstbildnis)」（CR 477）が、風景画では「オーバーストドルフの山脈の景色　(Landschaften Gebirge bei Oberstdorf)」（CR 545）や「青い山々　(Blaue Berge)」（CR 556）が挙げられる。
オーバーストドルフからミュンヘンへ戻ると、ヴェレフキンとヤウレンスキーは上品な装丁で刷り上がったミュンヘン新芸術家協会第四回展のための冊子「新絵画(Das Neue Bild)」を 受け取った。この本のテキストとそれぞれの芸術家の解説文が気に入らなかったヴェレフキンとヤウレンスキーは腹を立て、それがもとでミュンヘン新芸術家協会を脱退した。8人の芸術家が参加したミュンヘン新芸術家協会第三回展と青騎士第一回展が12月18日から同日程で開かれた。ミュンヘン新芸術家協会は1920年にエルプスレーの手によって正式にミュンヘン市の法人登記簿から抹消されている。
1913年にはヴェレフキンとヤウレンスキーは、ヘルヴァルト・ヴァルデンの画廊デア・シュトゥルムで開かれた青騎士編集部展に参加した。
その後再びヴェレフキンとヤウレンスキーの関係が良好とはいえなくなり、ヴェレフキンはまた、故郷リトアニアの弟ペーターのもとへ行った。ペーターは1912年、ヴィリニュスの首長になっていた。
ヤウレンスキーの絵画はかつての燃えるような色彩を失っていた。例えば「巻き毛の婦人　(Frau mit Stirnlocke)」（CR 584）や「ザッハロフの肖像　(Bildnis Sacharoff)」（CR 601）がある。
1914年1月ヤウレンスキーは、パトロンを失った苦境から脱するために、資金援助をしてくれる人物を探そうと試みている。ところが驚くべきことに、ヤウレンスキーははや1914年2月12日には、ジュルナール・デ・ボルディゲーラ紙に、イタリアのリヴィエラの高級なビーチに客人として招かれたとの記述が見つかる。その地でヤウレンスキーは、去年の陰鬱な画面からはうって変わって、明るく光に満ちた絵を例外なく描いている。こうした絵のいくつかに描かれた細部は、今でもかの地で見出すことができる。例えば「ボルディゲーラの家　(Haus in Bordighera)」（CR 623）や「感謝祭―ボルディゲーラ　(Fest der Natur - Bordighera)」（CR 624）がある。
ヤウレンスキーがボルディゲーラからミュンヘンに帰ったとき、ギゼル通りのヴェレフキンの家はまだからっぽであった。そこで彼は、ヴェレフキンをミュンヘンに連れ戻すためロシアへ赴き、最終的にはこの試みに成功した。6月の終わりにはヤウレンスキーが、ヴェレフキンは7月26日にミュンヘンへ戻り、その6日後、第一次世界大戦が勃発した。

### スイスへの亡命 1914 – 1921

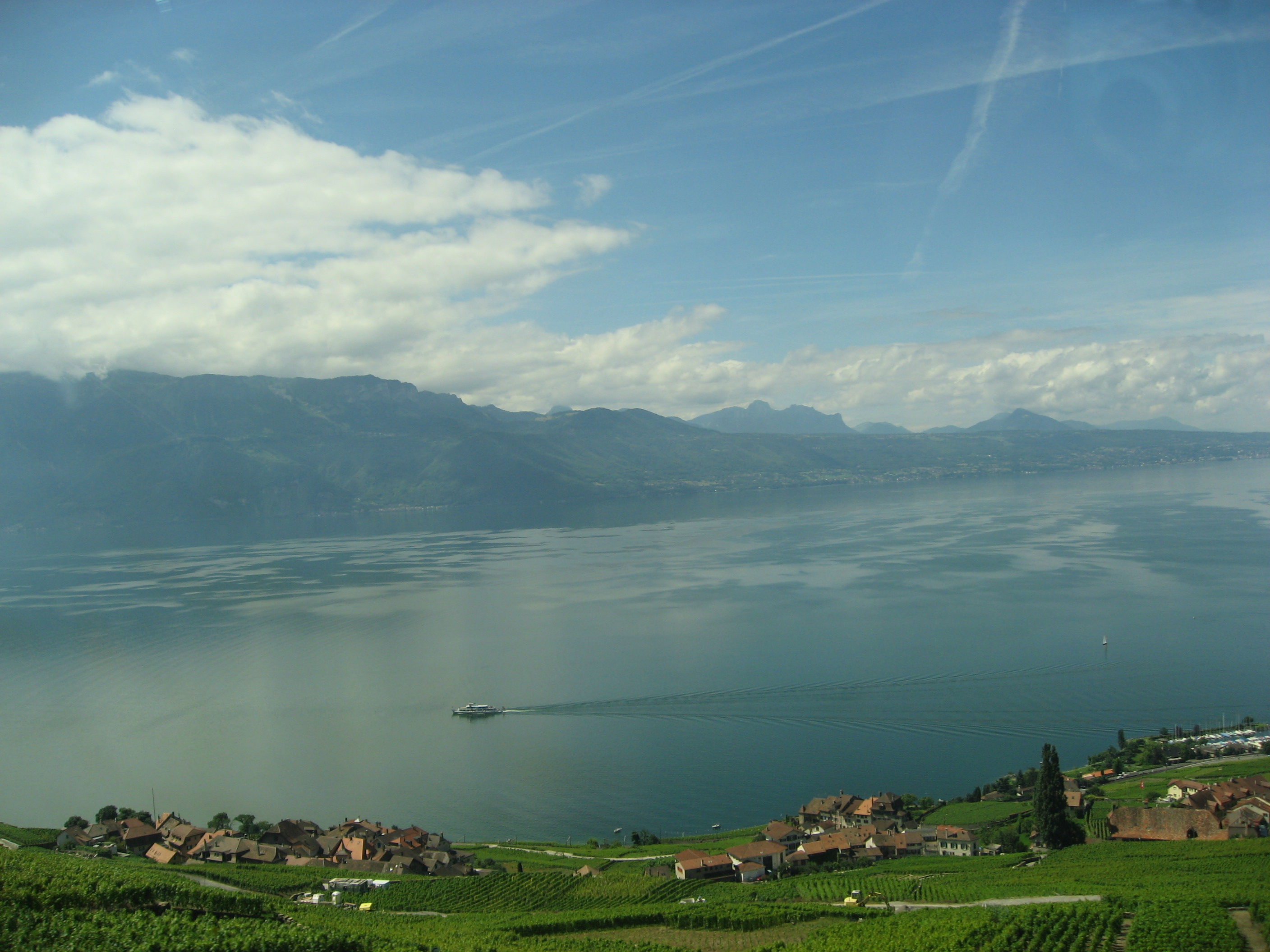
スイスのレマン湖

ドイツが外国人の国外退去を促すようになると、ヤウレンスキーとヴェレフキンはメイドのヘレーネ・ネスナコモフと息子アンドレアスを伴ってスイスへ移住した。さしあたり、レマン湖沿いの町サン・プレで質素な生活を始めた。この時からヤウレンスキーは、これまでヴェレフキンが提供していたぜいたくな生活に別れを告げざるを得なくなった。小さな彼の居室で、窓辺に座り、レマン湖の風景の素晴らしさに思いを巡らせていた。湖、木々、そして茂みといった絵画のモティーフが、ありありと浮かび上がってきた。例えば、「道　(Der Weg)」（CR 644）は連作のさまざまなヴァリエーションの基本となる作品である。時の経過とともにヤウレンスキーは、自然から切り取られた細部に、暗喩としての目に見えない感情や魂、精神の世界を発展させていった。連作のはじめの作品を仕上げたとき、ヤウレンスキーはそこに「無言歌集」をみていた。正式なタイトルとして彼はこの連作を「風景の主題に基づくヴァリエーション」と名付けた。彼自身ははじめから大連作とする構想はなかったものの、これをもってヤウレンスキーは画家として更なる成長を遂げた。こうして描かれた一連の絵画は、彼の独自性が前面に現れた作品の先駆けであった。こうして、かつての表現主義者はしだいに色彩とフォルムとに新たな価値を与えていった。連作ヴァリエーションの最終作は「秘密　(Geheimnis)」（CR 1166）という作品であった。
1916年、ヤウレンスキーは新たな女性と出会った。それは、25歳の若いガルカ・シャイアー (1889 - 1945)であった。彼女はその後、支援者としてのヴェレフキンの役割を引き継いだが、ヴェレフキンの時とはまた違った関係を築いた。ヤウレンスキーは契約として作品を売却した収入の45%をシャイアーに支払わねばならなかったのである。
1917年9月の終わりごろ、ヤウレンスキーとヴェレフキンは使用人とともにチューリヒのヴォリスホーフェン区に移り、そこで「不思議な頭部」の連作を描き始めた。それからヤウレンスキーはインスピレーションの導くがままに、人間の顔を描き続けた。たいていは、女性の頭部が画題となり、強い色彩がところどころに際立っていた。例えば肖像画の「ガルカ　(Galka)」（CR 880）がある。
1917年を通してヤウレンスキーは顔を描き続けたが、それらはすべて異なるものであった。ヤウレンスキーはそれらの作品を「キリストの頭部」と呼んだ。これらの絵は、鋭い髪の房によって他の絵と簡単に区別できた。額の上で幾度も十字に交差する髪の房はキリストの象徴である茨の冠になぞらえられた。例えば、「キリスト　(Christus)」（CR 1118）や「やすらかな光　(Ruhendes Licht)」（CR 1149）がある。CR中には同様の作品が64点挙がっている。このモティーフは1936年までの全ての作品群にみられ、例えば1936年3月の「瞑想 N.16　(Meditation, März 1936, N. 16)」（CR 1848）がある。
1918年の春にはヤウレンスキーはティチーノ州マッジョーレ湖畔の町アスコナに移った。そこでヤウレンスキーは「不思議な頭部」の絵を、徐々に新しい頭部の連作、「救世主の顔」へと発展させていった。これらの絵には肩が無く、首筋が暗示されているだけであり、具体的な世界とのつながりは広範にわたって削られていた。まだ顔はどれも真正面を向いておらず、右か左に傾いていた。構成のイメージに応じてヤウレンスキーは画中の頭部の目を開けさせたり（CR 1072）閉じさせたりした（CR 1146）。この定型表現は、1928年（CR 1456）まで何度も現れている。
1920年にヤウレンスキーはアスコナからヴェネツィア・ビエンナーレに「3つの救世主の顔と2つの新しい顔」を出品した。ちょうどそのころ「抽象的な頭部」の連作制作をはじめて、救世主の顔を発展させた。ヴァリエーションの変化に大きな効果を生み出すために、個々の作品には目に明らかな最小の変形のみが加えられた。首筋の暗示は放棄され、「頭部」の絵は具体的な人間の姿からはどんどん遠ざかった。すべての「抽象的な頭部」は顔の輪郭が紋章様のU字型を成しており、常に正面を向いて目を閉じていた。例えば（CR 1293）や（CR 1355）がある。この統一的な表現形式は、以前の「頭部」よりも対称さが増している。絵画を構成する要素の形態は、際立つ完全な円形と大小の円の一部とが対比される。
1920年の5月から7月の間にヴェレフキンとヤウレンスキーは、ミュンヘンのふたりの相部屋の賃貸契約を解消した。ちょうどそのころ、ヤウレンスキーはハンス・ゴルツ画廊で個展を開催している。ゴルツは画廊の機関紙「アララト山」のなかで、新作の絵画技法について記しているが、これについて現在でも真偽の意見が分かれている。それは次のような記述であった。（※注　小括弧 (○○) は引用者による補足）
一方で、ヤウレンスキーは早くとも1914年にスイスに亡命してから「亜麻布紙」をカンバスとすることを知り、この時から頻繁に制作に用いるようになった、とする見解があることで議論となっている。

### 再びドイツへ 1921 – 1941
ガルカ・シャイアーは1921年に、ヴィースバーデンで開かれたナッサウ芸術協会の展覧会へのヤウレンスキーの参加を手だてしている。これは、彼にとって単なる成功だけを意味するものではなかった。「私はかの地でとてもやさしい人々と出会い、住まいをヴィースバーデンに構えることを決心した。」、とヤウレンスキーは自身の回顧録の中で述べている。
1922年にヤウレンスキーはヴェレフキンと別れ、6月にヴィースバーデンでメイドのヘレーネと結婚した。
多くの仲間の勧めに反してヤウレンスキーは、かつてはずっと版画の制作に手を出さなかった。生活の新たな困窮に屈した形で、彼は新居でリトグラフとエッチングに取り組み始めた。ヤウレンスキーはナッサウ芸術協会で、リトグラフによる白黒の「頭部」の6枚の習作を制作した。このころ彼はエッチングも制作しており、長い間4つの作品のみが知られていたが、1987年までにさらに4つの版がヴィースバーデンで見つかっている。
1924年、シャイアーはヤウレンスキー、カンディンスキー、パウル・クレー、リオネル・ファイニンガーの4人と意見が一致し、青の四人の名をもってアメリカにその名を知らしめ、作品を売るためにグループを結成した。
その後の数年間は、ヤウレンスキーの商業的成功は浮き沈みのあるものであった。
ヴィースバーデンでの交友関係についていえば、ヤウレンスキーは1927年にふたりの女性と知り合っている。リーザ・キュンメル (1897 - 1944)とハンナ・ベッカー・フォム・ラート (1893 - 1983)である。ふたりはいろいろとヤウレンスキーを気にかけ、手を差し伸べた。
女流工芸家であったキュンメルとは春に知り合っている。彼女はヤウレンスキーが他界するまで、彼の事務仕事と私的な仕事を片付けつづけ、絵画の管理を請け負って初めての作品目録を作成し、回顧録の口述筆記を任された。
1927年6月にヤウレンスキーの関節炎の悪化傾向がはっきりしてくると、彼女はヤウレンスキーをバート・ヴェーリスホーフェンへ初めての湯治に連れて行った。
女流芸術家で彫刻家・美術商のベッカー・フォム・ラートとは、その年の終わりに知り合っている。彼女はヤウレンスキーが生活に必要な金銭的支柱を得られるよう、1929年に「アレクセイ・フォン・ヤウレンスキーの芸術同好会」を設立した。
1930年手の不随がひどくなり、ヤウレンスキーはは女流芸術家イダ・ケルコフィウスの金銭的援助を受けてシュトゥットガルトの医院へ3カ月間通った。その後まもなくして、ヤウレンスキーはスロヴァキアの保養地ピエシュチャニへの旅路に着いた。しかしヤウレンスキーは消えない痛みに悩まされた。一か月余りの間、しばしばベッドから動けない状態が続き、つきっきりの医療処置を必要とした。
1933年のアドルフ・ヒトラー指揮下国家社会主義政権による権力掌握ののち、「頽廃芸術」排斥の一角としてヤウレンスキーの絵画もまた、展覧会に並べることを禁じられた。
1934年以降、ヤウレンスキーは絵筆を握る手に力がまったく入らなくなることがたびたびあった。進行する運動機能減退に制限される中、彼は新たな手法の作品を制作した。再び「頭部」が主題となり、実際に瞑想をすることと「抽象的な頭部」とを制作活動が結び付けた。ここで描かれた連作の特徴は、右か左に傾いていることであった。さしあたり「私の病んだ手の回想　(Erinnerung an meine kranken Hände)」（CR 1473）のように、あごの先はまだ丸みを見せていた。遅くとも6月には、ヤウレンスキーは絵を描くのに左手の助けを借りざるを得なくなっていた。
このころリーザ・キュンメルは、彼女が処理していたヤウレンスキーの実際的な仕事について、ヴィースバーデンの芸術家アロ・アルトリップの助力を得ている。彼なくしては、「瞑想」と名付けられた1937年からの連作はもっと小規模で、いくらか貧弱なものになっていたかもしれない。アルトリップは、ヤウレンスキーがかつて「20世紀のイコン画家だ」と呼んだまさにその人であった。1935年二月、ヤウレンスキーはシャイアーに、すでに「400点以上もの」頭部の新作を描いたと知らせ、それらは以前とはまたスタイルを変えていた、というのはヤウレンスキーは手の不自由が増し、もはやわずかばかりの丸みしか描けなくなっていたからである。この局面に至って頭部のあごは、「回想　(Rückblick)」（CR 2092）のように画面の下縁ぎりぎりをかすめるようになった。翌月には病状が悪化し、水平線と垂直線及び斜めに切るような筆致でしかほとんど描けなくなった。「瞑想」の連作は、「静かな炎　(Verhaltene Glut)」（CR 2092）のように常に真正面を向いて構成されている。痛みが弛緩して手が再び動かせる時にはいつも、ヤウレンスキーは静物画もまた描いていた。
アルトリップとその周辺は1936年ヤウレンスキーに、金箔を貼ったスケッチブックに5つの「瞑想」を描くことを提案した。「金色の背景の瞑想　(Meditation auf Goldgrund)」（CR 2033）を参照。
1937年以降、ヤウレンスキーは車いす生活を余儀なくされ、キュンメルの手助けなしに外界と直接意思疎通することさえできなくなった。ナチスによる頽廃芸術糾弾はさらに激化し、72点のヤウレンスキー作品がドイツの美術館から押収され、そのうちの3点がミュンヘンで開かれた頽廃芸術展に並べられた。12月、最後の「瞑想」を描いた。「大いなる悩み　(Das große Leiden)」（CR 2157）がそれであるが、この作品は今までにも増して暗く、ほとんどモノクロといえる色彩であったが、それにもかかわらず半ば明るさを見せていた。
ヤウレンスキーは床に伏して残りの余生を過ごし、1941年3月15日、76歳で没した。棺はヴィースバーデンの正教会の、ロシア人画家カール・ティモレオン・フォン・ネフの手によるイコノスタシスの前に安置された。ヤウレンスキーはヴェレフキンの引用から、伝統的なロシアのイコン芸術を革新した人物としてカールをよく知っていた。ヤウレンスキーの長年の友人であったアドルフ・エルプスレーが弔辞を読んだ。教会のすぐ傍のロシア正教墓地に埋葬された。
ヤウレンスキーの遺品は現在、スイスのロカルノにあるヤウレンスキー文書館で管理されており、文書館の作品目録はさらに編集が続けられている。

## 顕彰
ヘッセン州州都ヴィースバーデンでは、ヴィースバーデン公設カジノとナッサウ貯蓄銀行が5年ごとに交代で、ヤウレンスキーの名を冠した「ヤウレンスキー賞」を、1991年以来現代芸術家に対して贈っている。顕彰には賞金とヴィースバーデン美術館での展覧会、及びコレクションによる購入が約束される。

## 作品

### 主な作品を収めているコレクション
- ヴィースバーデン美術館、ヴィースバーデン
- ノートン・サイモン美術館、パサデナ
- レンバッハハウス美術館、ミュンヘン
- ハノーファー教区美術館、ハノーファー
- オストヴァル美術館、ドルトムント

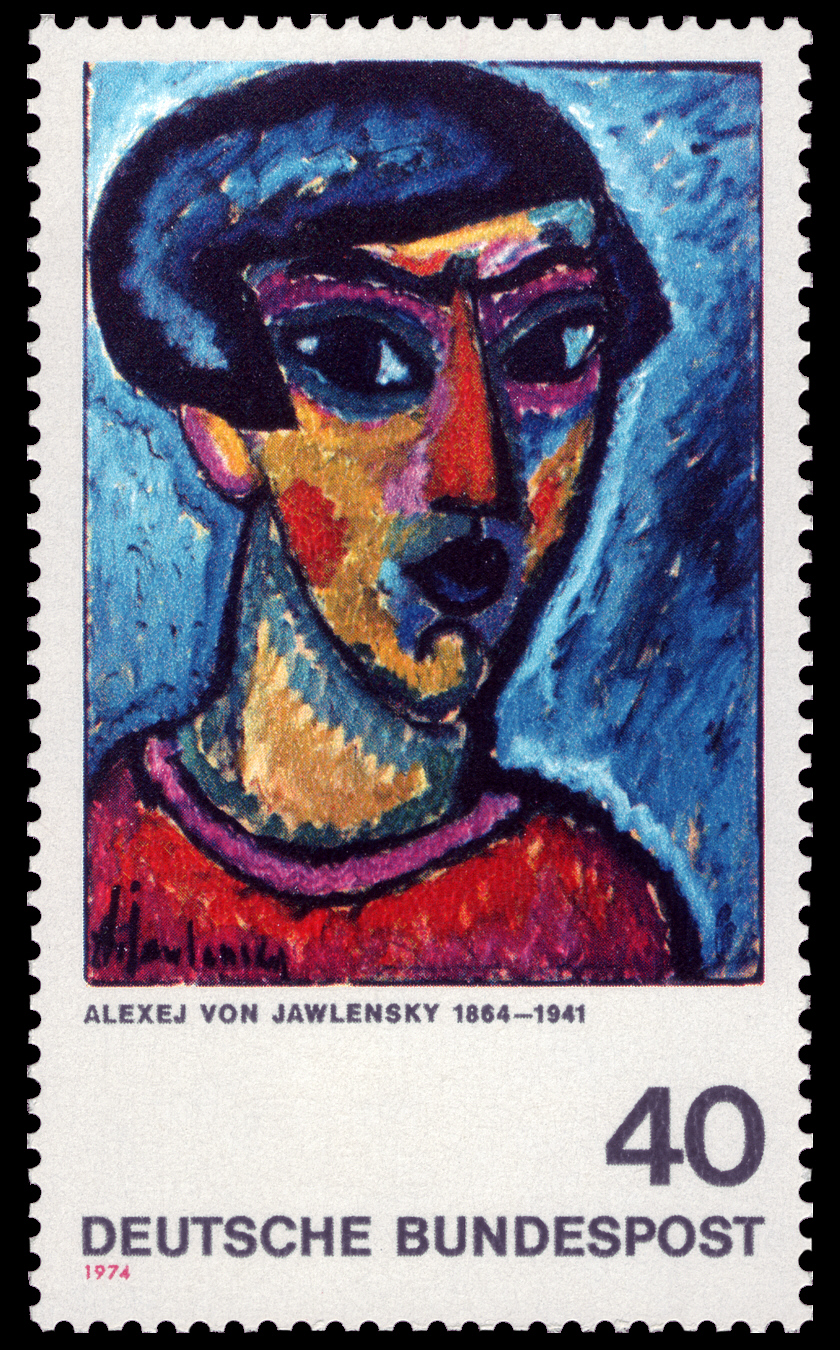
「青の中の頭部　Kopf in Blau」 - 1974年のドイツの切手

- シュトゥットガルト市立ギャラリー、シュトゥットガルト
- ロングビーチ美術館、ロングビーチ (カリフォルニア州)

### ヤウレンスキーの作品

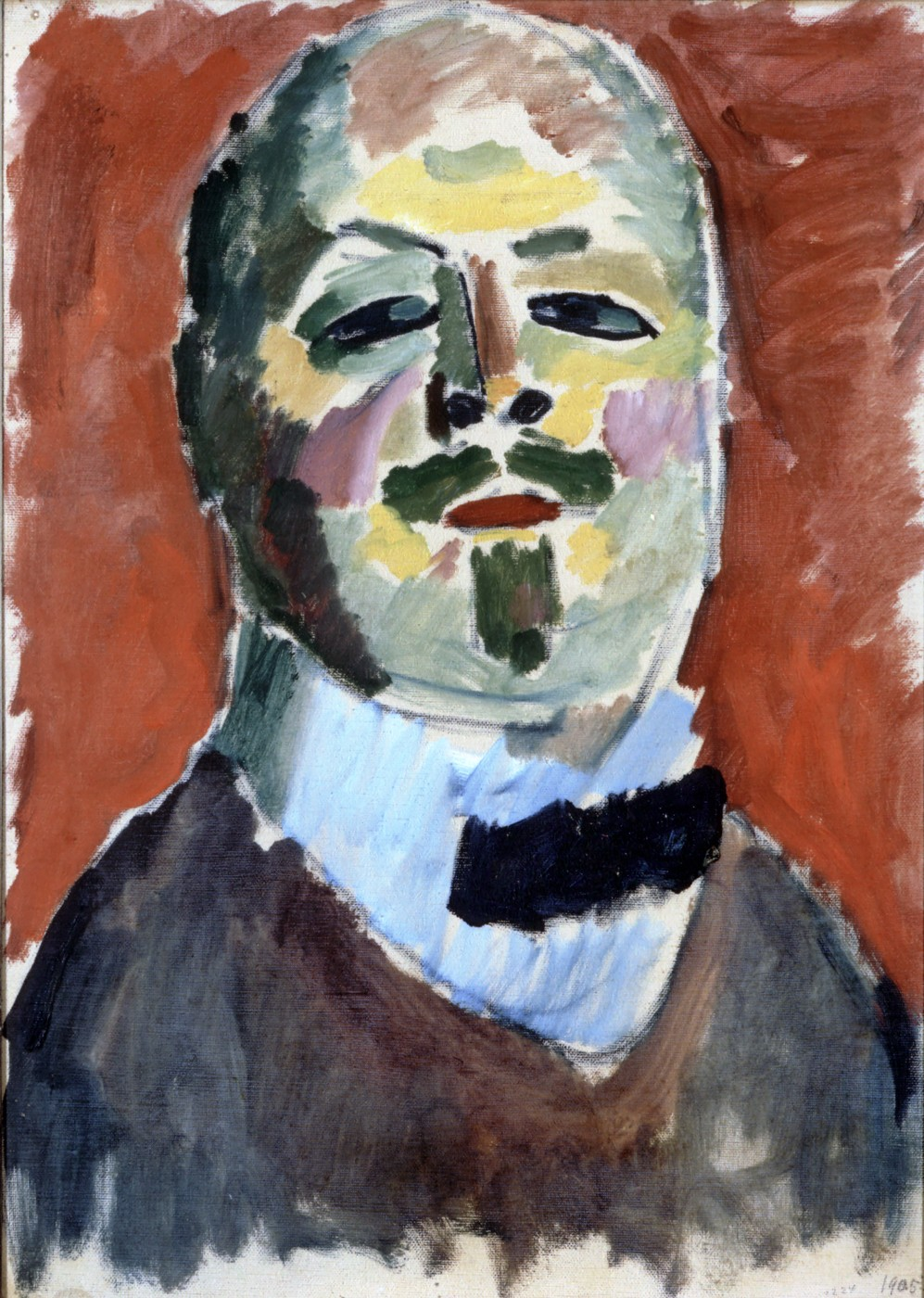
自画像 (1905) 個人蔵
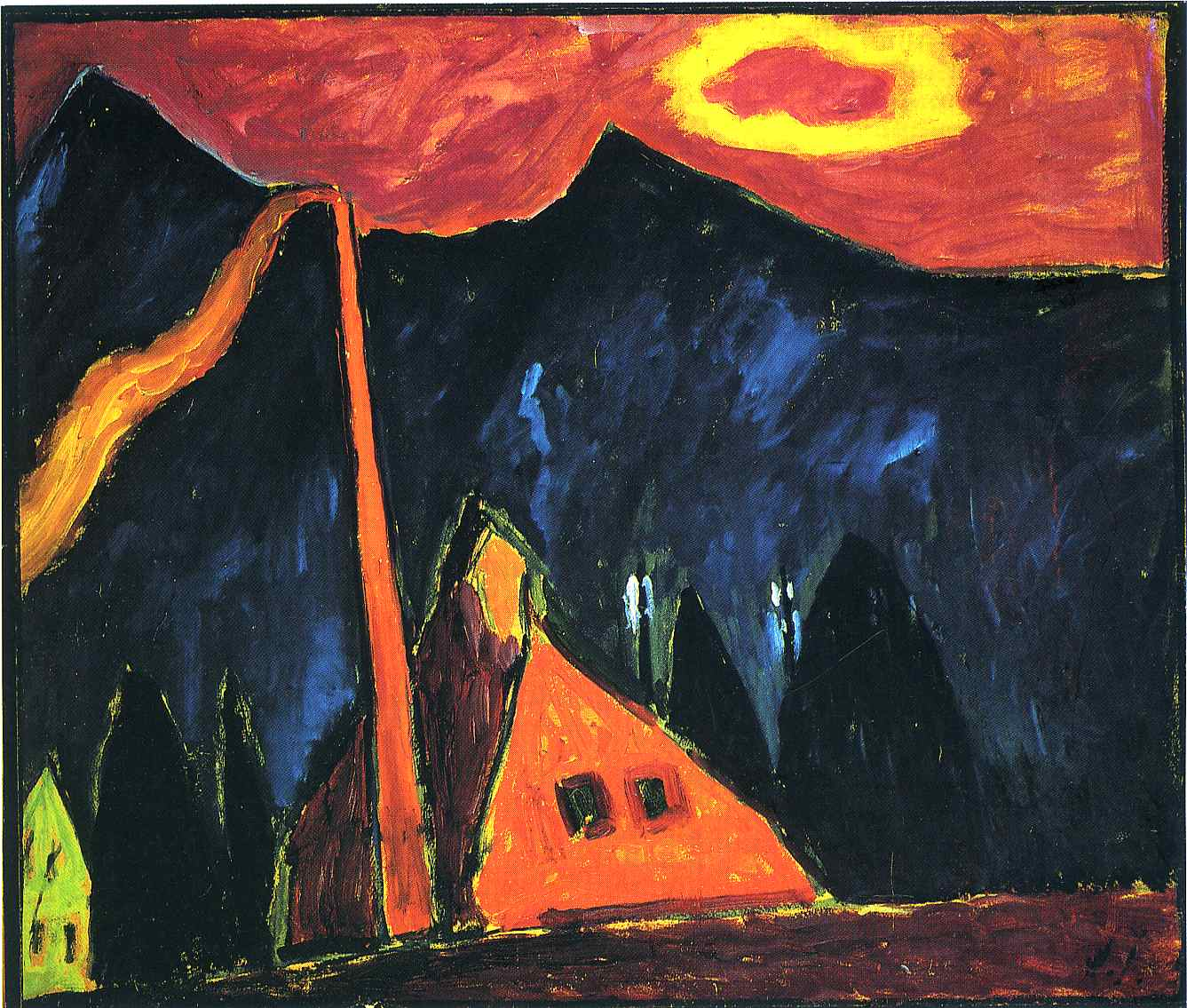
工場 (1910) 個人蔵
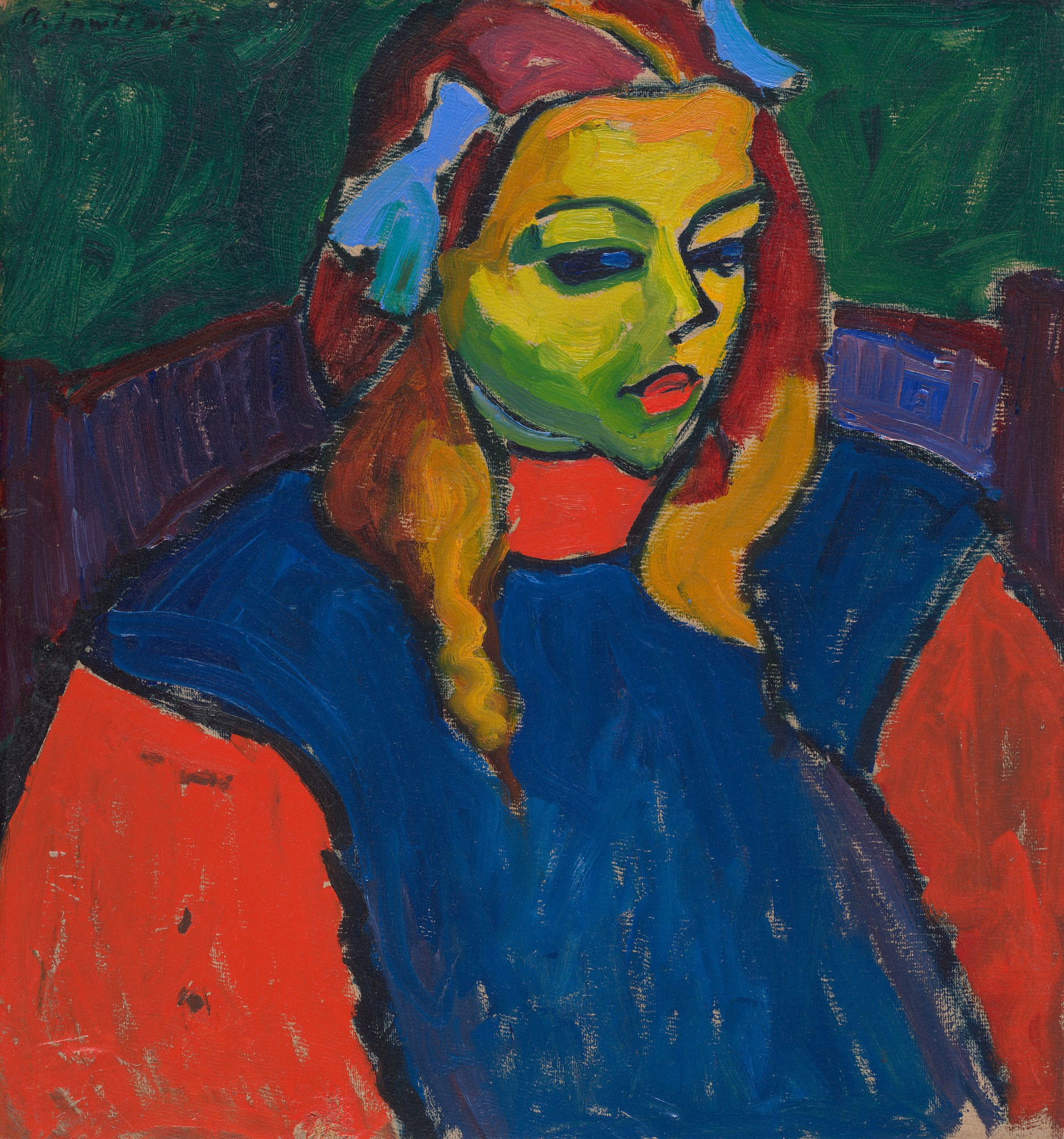
緑の顔の少女 (1910) シカゴ美術館
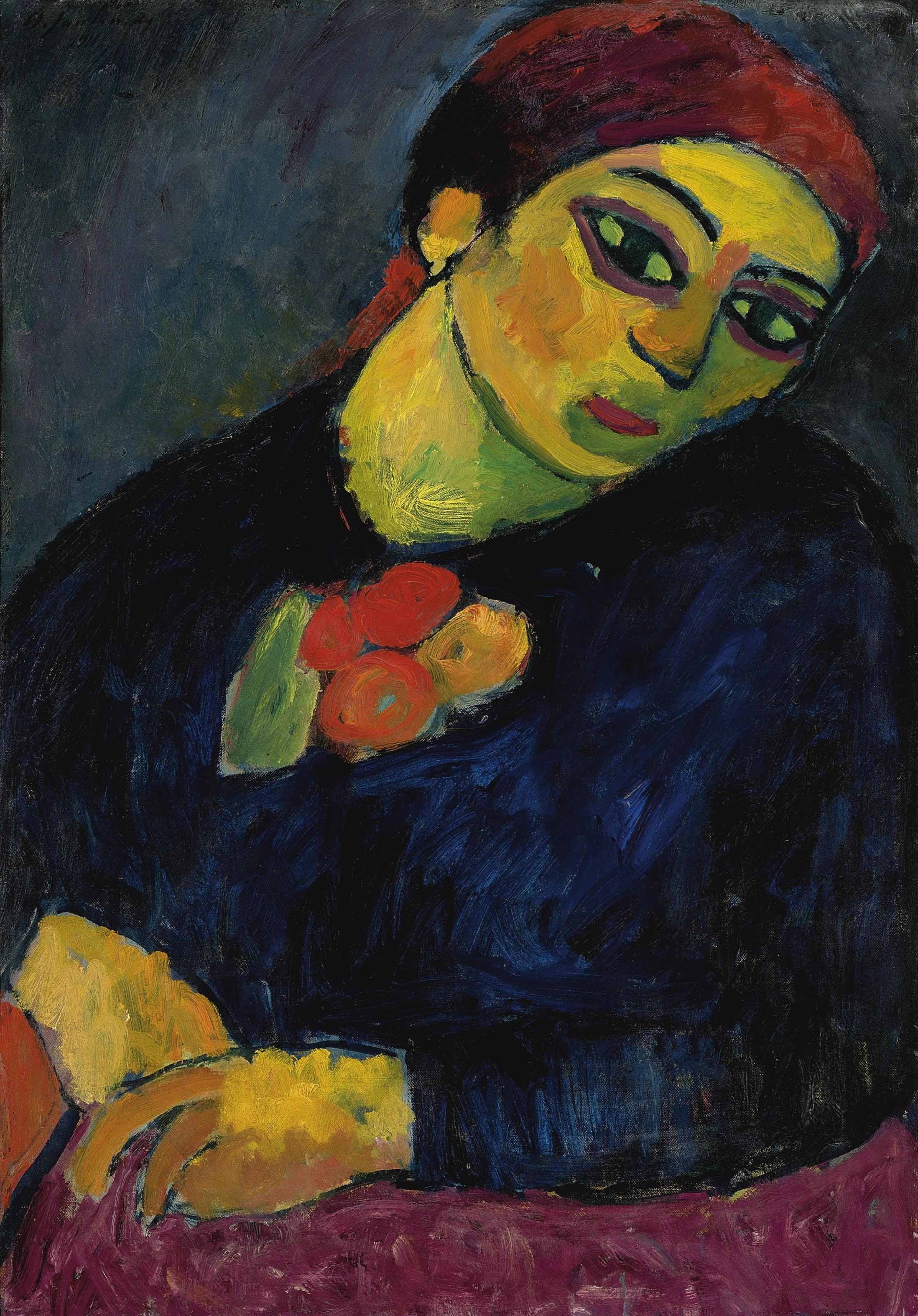
エレーヌ (1911) 個人蔵
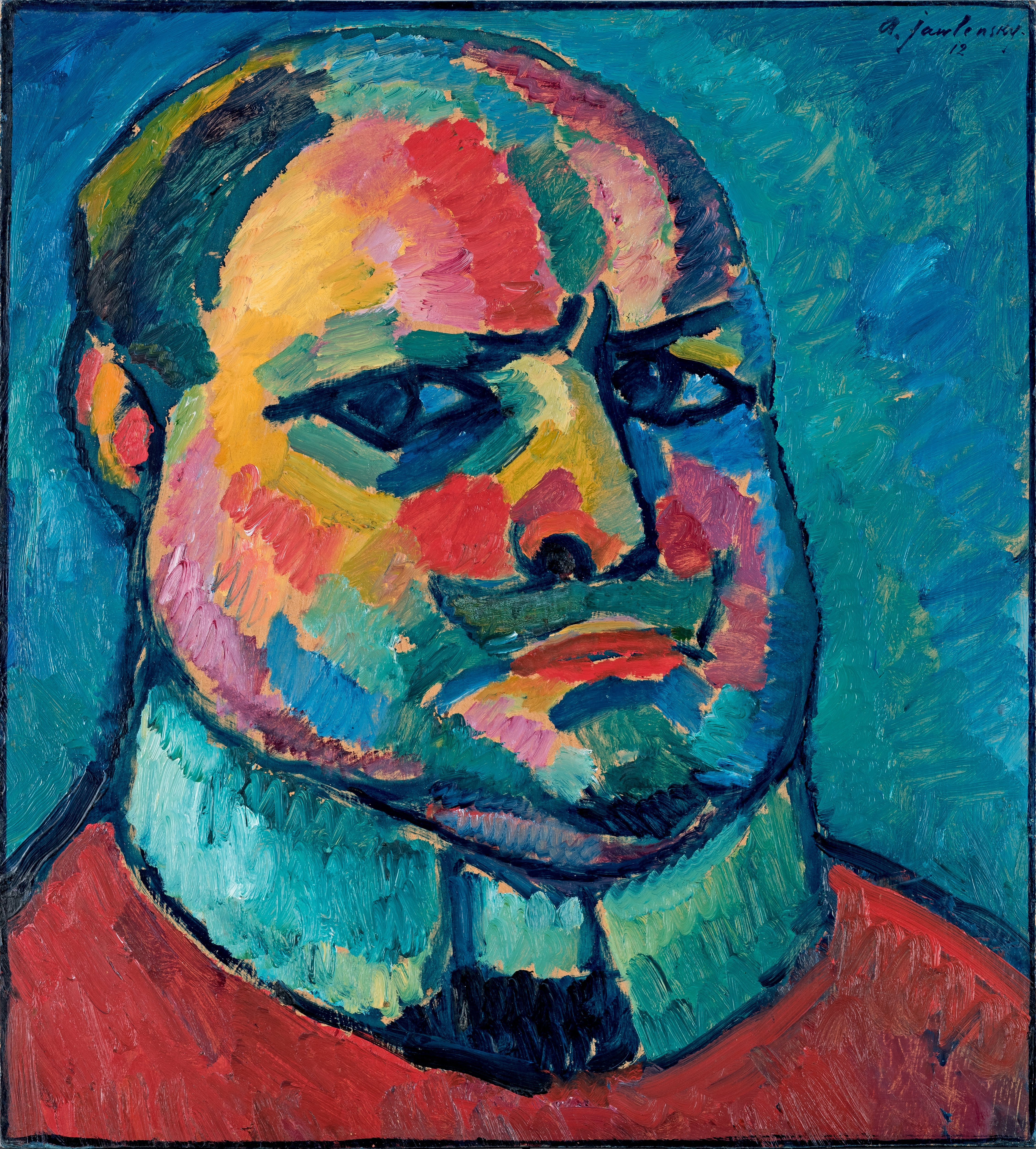
自画像 (1912) Museum Wiesbaden
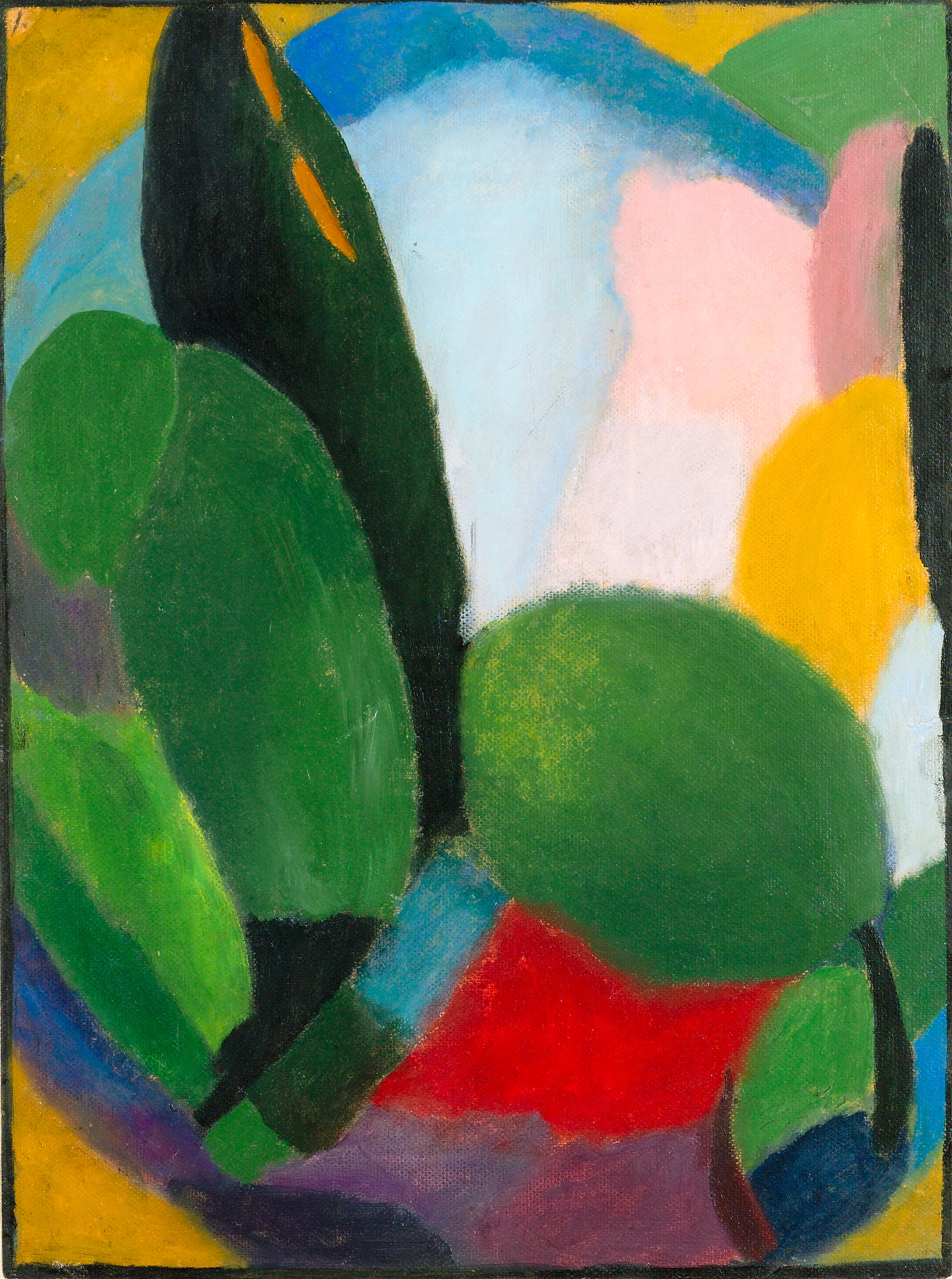
Variation (1916)
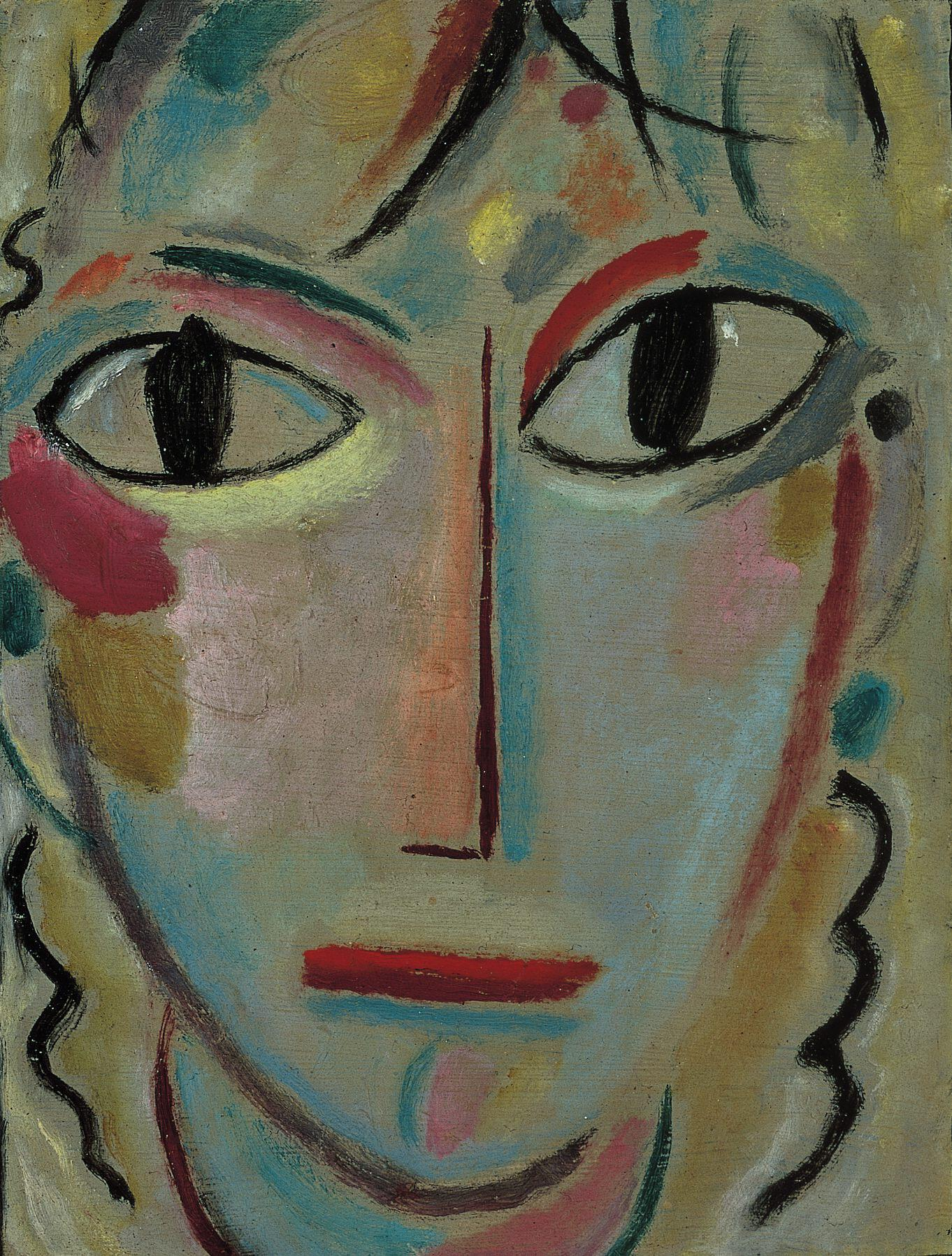
神秘的な頭部像: 驚愕 (1919) ノートン・サイモン美術館

### 作品目録について
現在刊行されているヤウレンスキーの作品目録、すなわち4冊のカタログ・レゾネは、作品の真贋や制作した日付の記載に一部疑問があり、ヤウレンスキーの作品について様々な問題が起こっている。ヤウレンスキーの目録の刊行は、いくつもの裁判所を経る複雑な法的係争の末、1991年に連邦最高裁の判決が下ってやっと刊行が始まり、同年CRの第一巻が出版された。美術界の事情通には周知の事実であるが、フランクフルター・アルゲマイネ紙が、ヤウレンスキーは「贋作製作者のギルドに大いに愛されていることを喜んでいる。」、と書いているように、ヤウレンスキーは注目を集め、贋作も出回っていた。少々強気なこの言葉も、1998年のエッセンの民俗美術館で催されたヤウレンスキー展が活況を呈したことからも明らかなように言い得て妙と言え、同年中にはCRの第四巻が書店に並べられた。 ヤウレンスキーの作品についての言及と研究は、ドイツの著作権法第64章に規定される原著者の権利が消滅する2011年の初めまでの70年間は制限がなされる。

## 放送劇
ウーテ・ミングスによる「カンディンスキー、ミュンター、ヤウレンスキー、ヴェレフキンとその仲間、ミュンヘン新芸術家協会(1909-1912)」（バイエルン第2ラジオ放送，2009年）がある。